# Marmagne (Cher)
Marmagne ist eine französische Gemeinde mit 1.934 Einwohnern (Stand: 1. Januar 2022) im Département Cher in der Region Centre-Val de Loire. Sie gehört zum Arrondissement Bourges und zum Kanton Saint-Doulchard.

## Geographie
Marmagne ist eine banlieue im Westen von Bourges. Durch die Gemeinde führt der Canal de Berry; der Fluss Yèvre begrenzt die Gemeinde im Norden. Umgeben wird Marmagne von den Nachbargemeinden Mehun-sur-Yèvre im Norden und Nordwesten, Berry-Buoy im Norden, Saint-Doulchard im Nordosten, Bourges im Osten, La Chapelle-Saint-Ursin im Südosten, Morthomiers im Süden sowie Saint-Thorette im Westen und Südwesten.
Durch die Gemeinde führt die Autoroute A71.

## Bevölkerungsentwicklung
| Jahr      | 1962 | 1968 | 1975 | 1982 | 1990 | 1999 | 2006 | 2011 |
| Einwohner | 1319 | 1321 | 1684 | 1774 | 1908 | 1941 | 1989 | 2017 |

## Sehenswürdigkeiten
- Kirche Saint-Denis aus dem 13. Jahrhundert
- Kloster Beauvoir
- Schloss Marmagne aus dem 17. Jahrhundert
- zahlreiche Bauern- und Bürgerhäuser aus dem 17. Jahrhundert

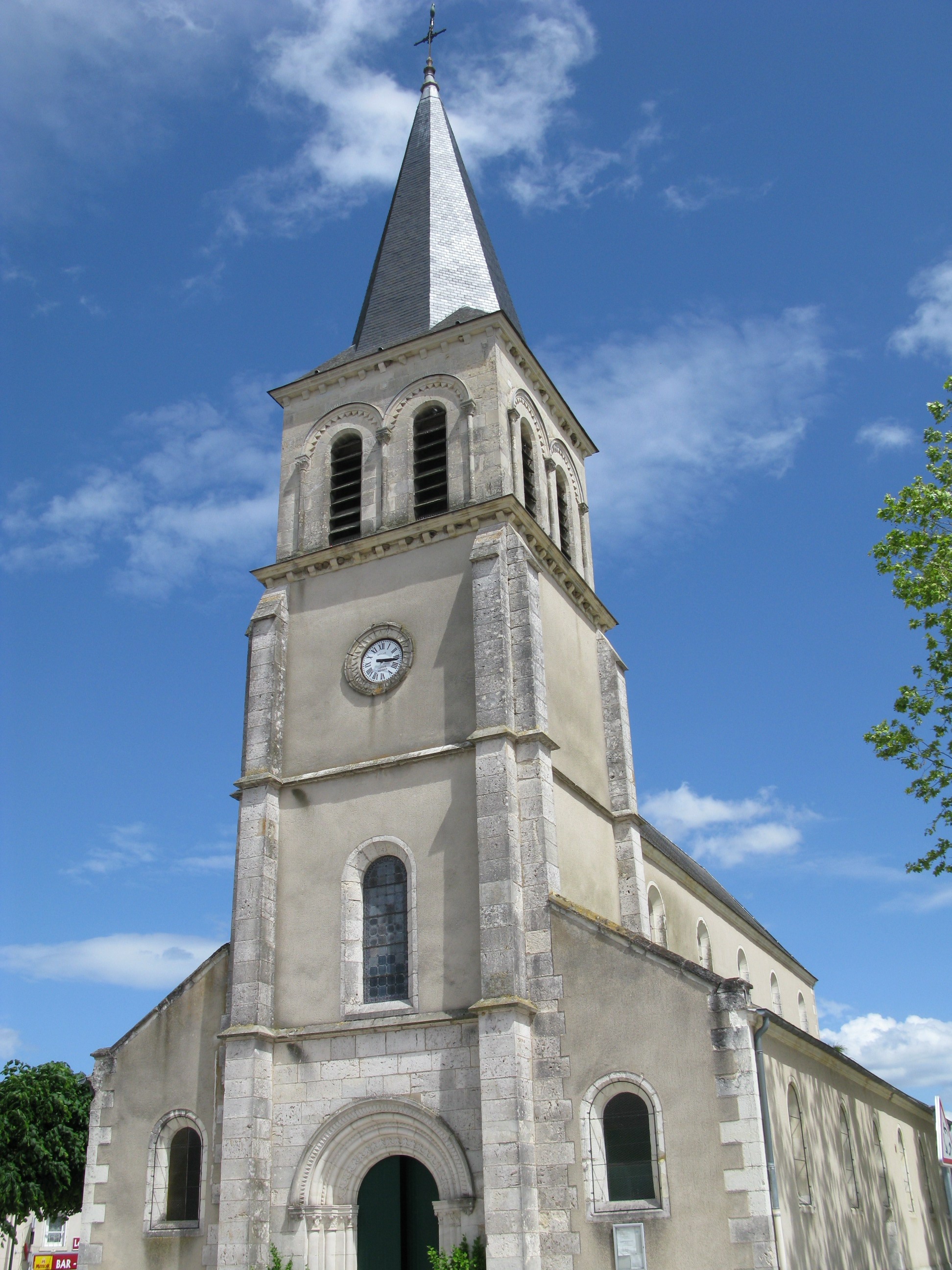
Kirche Saint-Denis